# Мелвілл (Луїзіана)
Мелвілл (англ. Melville) — місто (англ. town) в США, в окрузі Сент-Ландрі штату Луїзіана. Населення — 759 осіб (2020).

## Географія
Мелвілл розташований за координатами 30°41′31″ пн. ш. 91°45′2″ зх. д. / 30.69194° пн. ш. 91.75056° зх. д. (30.691974, -91.750508). За даними Бюро перепису населення США в 2010 році місто мало площу 3,33 км², з яких 3,25 км² — суходіл та 0,08 км² — водойми.

### Клімат
| Клімат : Мелвілл      | Клімат : Мелвілл | Клімат : Мелвілл | Клімат : Мелвілл | Клімат : Мелвілл | Клімат : Мелвілл | Клімат : Мелвілл | Клімат : Мелвілл | Клімат : Мелвілл | Клімат : Мелвілл | Клімат : Мелвілл | Клімат : Мелвілл | Клімат : Мелвілл | Клімат : Мелвілл |
| Показник              | Січ.             | Лют.             | Бер.             | Квіт.            | Трав.            | Черв.            | Лип.             | Серп.            | Вер.             | Жовт.            | Лист.            | Груд.            | Рік              |
| Середній максимум, °C | 17,2             | 18,3             | 22,2             | 26,1             | 29,4             | 32,8             | 33,3             | 33,3             | 31,1             | 27,2             | 22,2             | 17,8             | 26,0             |
| Середній мінімум, °C  | 4,4              | 6,1              | 10,0             | 13,3             | 17,2             | 20,6             | 22,2             | 21,7             | 18,9             | 12,8             | 7,8              | 5,0              | 13,4             |
| Норма опадів, мм      | 137              | 124              | 127              | 135              | 132              | 104              | 130              | 114              | 99               | 74               | 107              | 150              | 1433             |
| --------------------- | ---------------- | ---------------- | ---------------- | ---------------- | ---------------- | ---------------- | ---------------- | ---------------- | ---------------- | ---------------- | ---------------- | ---------------- | ---------------- |
| Джерело: Weatherbase  |                  |                  |                  |                  |                  |                  |                  |                  |                  |                  |                  |                  |                  |

## Демографія
Згідно з переписом 2010 року, у місті мешкала 1041 особа в 457 домогосподарствах у складі 281 родини. Густота населення становила 312 осіб/км². Було 554 помешкання (166/км²).
Расовий склад населення:
| - 52,5 % — чорних або афроамериканців - 45,9 % — білих - 0,2 % — корінних американців - 0,2 % — азіатів |

До двох чи більше рас належало 1,0 %. Частка іспаномовних становила 1,8 % від усіх жителів.
За віковим діапазоном населення розподілялося таким чином: 24,4 % — особи молодші 18 років, 59,1 % — особи у віці 18—64 років, 16,5 % — особи у віці 65 років та старші. Медіана віку мешканця становила 43,6 року. На 100 осіб жіночої статі у місті припадало 88,2 чоловіків; на 100 жінок у віці від 18 років та старших — 82,2 чоловіків також старших 18 років.
Середній дохід на одне домашнє господарство становив 25 451 долар США (медіана — 17 670), а середній дохід на одну сім'ю — 27 947 доларів (медіана — 26 250). Медіана доходів становила 22 917 доларів для чоловіків та 17 107 доларів для жінок. За межею бідності перебувало 44,8 % осіб, у тому числі 61,5 % дітей у віці до 18 років та 24,9 % осіб у віці 65 років та старших.
Цивільне працевлаштоване населення становило 364 особи. Основні галузі зайнятості: освіта, охорона здоров'я та соціальна допомога — 48,6 %, сільське господарство, лісництво, риболовля — 9,9 %, науковці, спеціалісти, менеджери — 7,7 %, роздрібна торгівля — 6,9 %.